# Angolo

∠ è il simbolo dell'angolo

Un angolo (dal latino angulus, dal greco ἀγκύλος (ankýlos), derivazione dalla radice indoeuropea ank, piegare, curvare), in matematica, indica ciascuna delle due porzioni di piano comprese tra due semirette aventi la stessa origine. Si può definire anche angolo piano per distinguerlo dal concetto derivato di angolo solido. Le semirette vengono dette lati dell'angolo, e la loro origine vertice dell'angolo. Il termine, così definito, riguarda nozioni di larghissimo uso, innanzitutto nella geometria e nella trigonometria.
A ogni angolo si associa un'ampiezza, la misura correlata alla posizione di una semiretta rispetto all'altra e pertanto alla conformazione della porzione di piano costituente l'angolo: essa si esprime in gradi sessagesimali, in gradi sessadecimali, in gradi centesimali o in radianti, sempre con valori reali.
Associando all'angolo un verso si introducono le ampiezze degli angoli con segno, che consentono di definire funzioni trigonometriche con argomenti reali anche negativi. Le ampiezze con segno forniscono contributi essenziali alle possibilità del calcolo infinitesimale e alle applicazioni alla fisica classica e alle conseguenti discipline quantitative.

## Angolo convesso e concavo

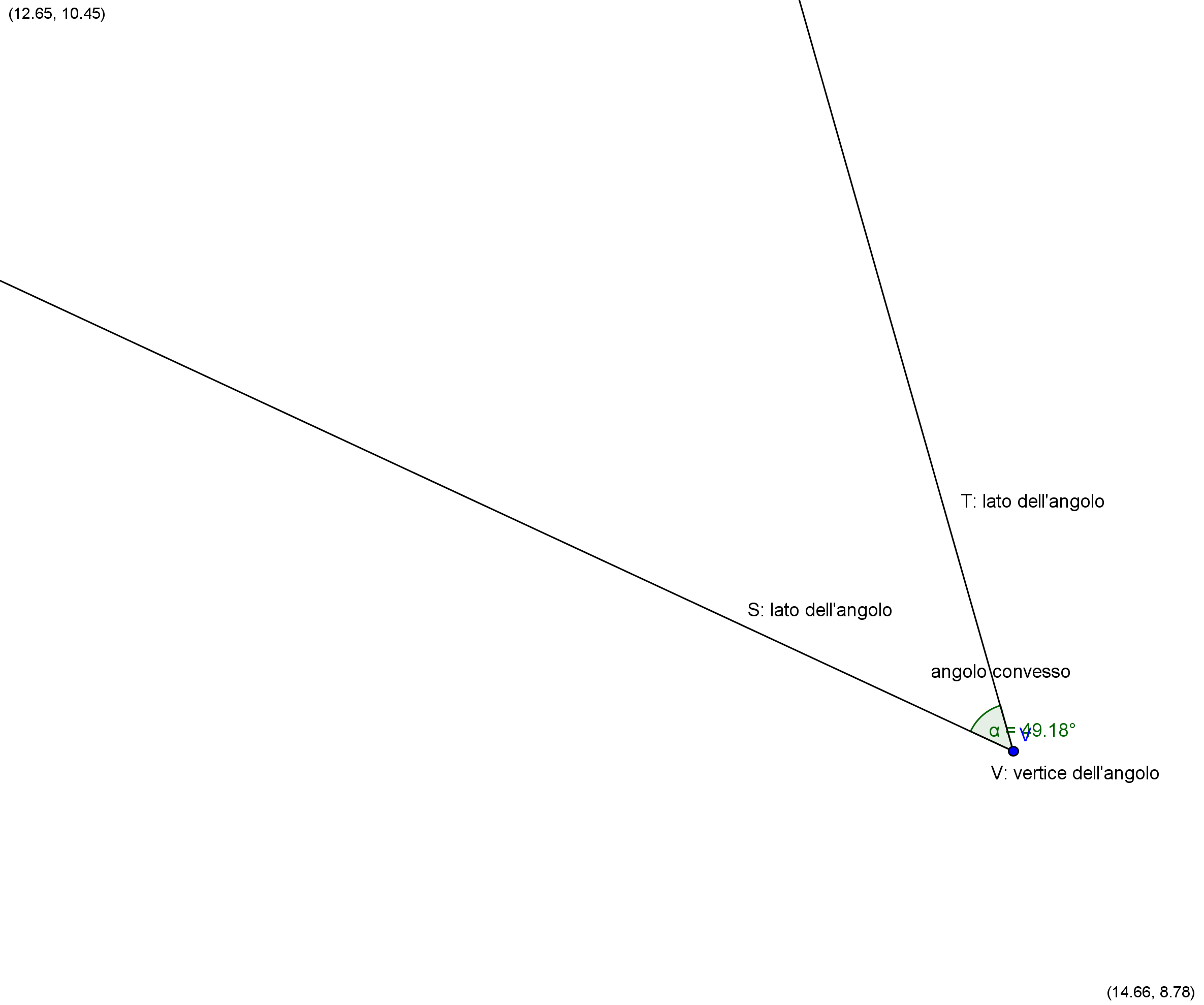
Angolo convesso

Si chiama angolo concavo l'angolo che contiene i prolungamenti delle semirette (lati) che lo formano. L'angolo convesso è la porzione di piano che non contiene i prolungamenti delle semirette che dividono il piano. Gli angoli convessi hanno ampiezza compresa tra 0 e 180 gradi sessagesimali, da 0 a 200 gradi centesimali, da 0 a {\displaystyle \pi } radianti; mentre l'ampiezza degli angoli concavi misura tra 180 e 360 gradi, da 200 a 400 gradi centesimali, da {\displaystyle \pi } a {\displaystyle 2\pi } radianti. Le ampiezze sono sempre non negative.
Se le semirette sono diverse, ma appartengono alla stessa retta {\displaystyle R,} ciascuno dei due semipiani definiti da {\displaystyle R} muniti del vertice (che distingue le semirette) si dice angolo piatto.
A parte il caso particolare dell'angolo piatto, il piano si tripartisce in tre insiemi: la frontiera dell'angolo, ossia l'insieme dei punti appartenenti alle due semirette {\displaystyle S} e {\displaystyle T,} tra cui il vertice, e due insiemi connessi {\displaystyle K_{1}} e {\displaystyle K_{2}} e separati dai punti della frontiera. Di questi due insiemi, solo {\displaystyle K_{1}} è costituito da punti che appartengono a segmenti con un estremo su una semiretta e l'altro sull'altra; in altre parole solo {\displaystyle K_{1}} è un insieme convesso. Il terzo insieme {\displaystyle K_{2}} non è convesso. Si definisce angolo convesso determinato da {\displaystyle S} e {\displaystyle T} l'unione di questo insieme convesso e della frontiera, {\displaystyle K_{1}\cup S\cup T}. Si definisce angolo concavo determinato da {\displaystyle S} e {\displaystyle T} l'unione del terzo insieme non convesso e della frontiera, {\displaystyle K_{2}\cup S\cup T}. I due angoli definiti dalle due semirette si dicono angoli esplementari.

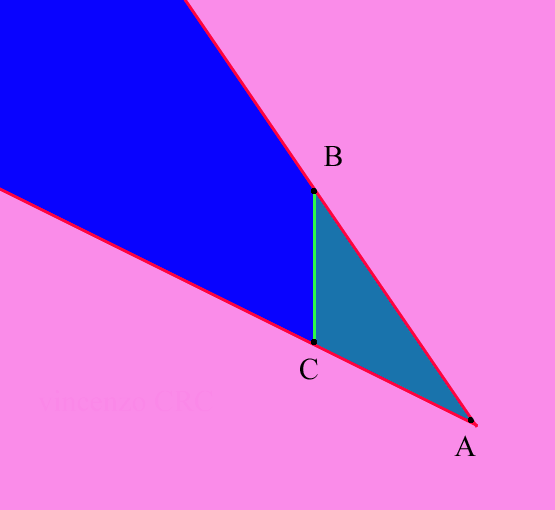
Angolo e triangolo ABC come suo sottoinsieme.

Angoli convessi e concavi sono sottoinsiemi illimitati del piano, quindi sono insiemi non misurabili attraverso la loro area che ha valore infinito. Spesso con angolo (convesso) si indica anche la parte di piano delimitata da due segmenti con un estremo in comune (vertice). Si può ricondurre questa definizione alla precedente prolungando i due segmenti dalla parte del loro estremo diverso dal vertice per ottenere le due semirette. Questa estensione della definizione rende lecito assegnare a ogni triangolo tre angoli (convessi) associati biunivocamente ai suoi tre vertici.
Tuttavia il triangolo, essendo un sottoinsieme chiuso e limitato del piano, ha area finita, infatti esso è l'intersezione degli angoli corrispondenti ai suoi tre vertici.

## La misurazione dell'ampiezza degli angoli convessi e concavi

### Considerazioni preliminari
È naturale porsi il problema di "misurare un angolo": gli angoli possono servire per tante costruzioni e se a essi si associano misure numeriche ci si aspetta che per molte costruzioni possano essere utili calcoli numerici su queste misure.
Il problema della misura di un angolo non può essere risolto attraverso una misura della sua superficie che non è limitata e che comunque non sarebbe significativa nemmeno nel caso di angoli sottesi da segmenti come nel caso del triangolo: si considerino per esempio triangoli simili.
Se si hanno due angoli convessi o concavi {\displaystyle A} e {\displaystyle B} con lo stesso vertice e {\displaystyle B} è sottoinsieme di {\displaystyle A} (situazione che si determina solo se i lati di {\displaystyle B} sono sottoinsiemi di {\displaystyle A}) è ragionevole chiedere che la misura di {\displaystyle A} sia maggiore della misura di {\displaystyle B}.
Dato un angolo convesso {\displaystyle A,} si dice semiretta bisettrice dell'angolo la semiretta avente il vertice di {\displaystyle A} come estremo e i cui punti sono equidistanti dai lati di {\displaystyle A}. Si può costruire facilmente la bisettrice con un compasso. La semiretta bisettrice di un angolo concavo si definisce come la semiretta avente come estremo il vertice dell'angolo allineata con la bisettrice del suo angolo (convesso) esplementare.
La semiretta bisettrice {\displaystyle B} di un angolo {\displaystyle A} convesso o concavo e ciascuno dei suoi due lati determinano due angoli convessi. La riflessione rispetto alla retta contenente la {\displaystyle B} scambia i due lati di {\displaystyle A} e trasforma uno dei due angoli nell'altro. È quindi ragionevole attribuire ai due angoli determinati dalla bisettrice una misura che sia la metà della misura di {\displaystyle A}. È altrettanto ragionevole considerare che le misure dei due angoli determinati dalla semiretta bisettrice siano la metà della misura dell'angolo di partenza. Il processo di dimezzamento di un angolo può essere ripetuto {\displaystyle N} volte con {\displaystyle N} grande a piacere.
Un angolo convesso si dice angolo retto se i suoi due lati sono ortogonali, cioè un angolo retto è la metà di un angolo piatto.
Un angolo convesso contenuto in un angolo retto avente il suo stesso vertice si dice angolo acuto. Un angolo convesso contenente un angolo retto avente lo stesso vertice si dice angolo ottuso.
Due angoli {\displaystyle A} e {\displaystyle B} che hanno in comune solo una semiretta e non hanno alcun punto interno in comune si dicono angoli consecutivi. Se due angoli consecutivi hanno le semirette non in comune opposte (cioè la loro unione è una retta) allora si dicono angoli adiacenti. Per quanto riguarda gli angoli consecutivi, se questi sono angoli convessi la loro unione è un angolo che potrebbe essere convesso o concavo: si tratta dell'angolo definito dalle due semirette che sono i lati di uno solo dei due angoli. A questo angolo unione è ragionevole assegnare come misura la somma delle misure degli angoli consecutivi. L'angolo unione si dice "somma" dei due angoli {\displaystyle A} e {\displaystyle B}.
In base alle considerazioni precedenti è lecito attribuire agli angoli misure costituite da numeri reali.
Due angoli trasformabili l'uno nell'altro mediante isometrie si dicono congruenti. Evidentemente una misura degli angoli invariante per le isometrie costituisce uno strumento con molti vantaggi: in particolare consente di individuare le classi di congruenza degli angoli. Quindi si chiede una misura degli angoli a valori reali e invariante per congruenza.

### Dalla misura dell'angolo alla misura dell'ampiezza dell'angolo
Se l'angolo è definito come la porzione del piano tra due semirette, la sua unità di misura dovrebbe essere una lunghezza al quadrato, ma questa misura non ha né significato né utilità pratica. Si è quindi pensato di considerare non la misura dell'angolo in sé, ma quella dell'ampiezza del movimento che porta una delle semirette a sovrapporsi all'altra.
Come giungere a determinare l'ampiezza di un angolo ha certamente chiesto maggiori sforzi all'intelletto umano di quanti ne abbia richiesti la misurazione di lunghezze e superfici. Misurare significa esprimere una grandezza {\displaystyle A} in rapporto a un'altra grandezza data, a essa omogenea, che funge da unità di misura. Se questo processo sorge abbastanza spontaneo per le grandezze spaziali, per cui basta ripetere un segmento o affiancare un quadrato {\displaystyle U} per {\displaystyle n} volte fino all'esaurimento della lunghezza o della superficie ({\displaystyle A=nU}), lo stesso diventa meno intuitivo per le grandezze angolari, dove pure la stessa elaborazione mentale di un'unità di misura adatta richiede un maggior grado di astrazione.

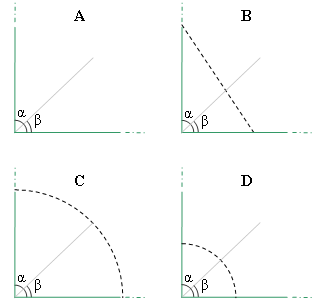

Si prendano in considerazione i quattro angoli di ampiezza {\displaystyle \alpha } della figura. Volendoli quantificare con l'area delimitata dai lati in verde, prolungando i lati a infinito nel caso {\displaystyle A} si ottiene un'area infinita e nei restanti casi {\displaystyle B,} {\displaystyle C} e {\displaystyle D,} considerando solo le superfici entro le linee tratteggiate, tre aree determinate e quindi misurabili, ma visibilmente diverse fra loro, seppur originate dal medesimo angolo. Si presuma inoltre di dividere {\displaystyle \alpha } esattamente in due angoli uguali, in modo che sia esprimibile in rapporto a questi ultimi, come {\displaystyle \alpha =2\beta }, {\displaystyle \beta }. Per quanto detto sopra, {\displaystyle \beta } può quindi essere considerato un'unità di misura e, se ora se ne considera l'area, l'uguaglianza sarà soddisfatta soltanto dai casi {\displaystyle C} e {\displaystyle D,} ma non da {\displaystyle B,} dove i due triangoli hanno aree diverse, pur trattandosi di due angoli {\displaystyle \beta } perfettamente sovrapponibili. Ne discende che l'angolo non può essere misurato idoneamente in termini di area.
Si immagini quindi una semiretta che partendo dalla posizione verticale giri attorno al proprio estremo fino a diventare orizzontale; la semiretta ha compiuto un angolo {\displaystyle \alpha } e nel suo movimento ha coperto la superficie compresa tra le due semirette. Sovrapponendo idealmente le immagini {\displaystyle C} e {\displaystyle D} si nota che, come in un compasso, allontanandosi dal centro di rotazione ogni punto traccia sul piano un arco più lungo, pur mantenendo immutato il rapporto fra lunghezza di quest'ultimo e il raggio. Inoltre se la semiretta compisse soltanto l'angolo {\displaystyle \beta } la lunghezza degli archi prodotti sarebbe invariabilmente la metà della lunghezza degli archi loro omologhi in {\displaystyle \alpha }.
Si consideri ora una rotazione completa che riporta la semiretta alla posizione di partenza, cioè un angolo di massima ampiezza. In questo caso la semiretta copre l'intera superficie del piano tracciando infinite circonferenze; prendendo una qualunque di queste e segmentandola in {\displaystyle n} parti uguali, si possono individuare per ogni arco altrettante porzioni di piano equipollenti, in pratica una generica unità di misura per l'angolo. Dunque soltanto capendo che la misurazione dell'angolo non può essere avvenire quantificando un'area si comprende che bisogna astrarre il concetto di angolo come parte del piano e considerarlo invece cinematicamente come una porzione di superficie coperta da una semiretta in rotazione sul proprio estremo. Solo in questo modo è possibile misurarlo.
Sebbene questa nozione non sia immediata, deve comunque trattarsi di una conquista concettuale antica, se il sistema per la misurazione degli angoli comunemente più utilizzato ancora oggi, il sistema sessagesimale, è giunto sino noi dall'antica civiltà babilonese invariato nei secoli.

#### Sistemi di misurazione dell'ampiezza dell'angolo
Nel sistema sessagesimale l'angolo completo o angolo giro è suddiviso in 360 spicchi, equivalenti all'unità di misura convenzionale denominata grado sessagesimale, indicata col simbolo °. La divisione in 360 parti dell'angolo giro è riconducibile all'uso astronomico babilonese: il Sole compie un giro completo sulla volta celeste nell'arco di un anno, a quel tempo stimato di circa 360 giorni, quindi un grado corrisponde pressappoco allo spostamento del Sole sull'eclittica in un giorno.
Il nome "grado sessagesimale" deriva dal fatto che le sottounità del grado, il minuto e il secondo, sono divise in sessantesimi; perciò, come nell'orologio, ogni grado è diviso in 60 minuti primi indicati col simbolo ' e chiamati semplicemente minuti, e ogni minuto è diviso in 60 minuti secondi indicati col simbolo '' e chiamati semplicemente secondi. Ulteriori suddivisioni del secondo seguono invece il comune sistema decimale. Questa suddivisione deriva dal fatto che nell'antica Babilonia era in auge un sistema numerico su base sessagesimale, giunto sino a noi quale retaggio storico nell'orologio e nei goniometri.
L'ampiezza di un angolo è espresso in una forma tipo: {\displaystyle 57^{\circ }\;17'\;44{,}8''.}
Nel tempo sono poi stati adottati altri sistemi di misurazione nel tentativo di rendere più agevole la misura. Alla fine del Settecento si tentò di razionalizzare il sistema sessagesimale: venne proposto un sistema centesimale, basato appunto sul grado centesimale, una centesima parte nell'angolo retto, sostituendo il 90 con il tondo 100. Trovò utilizzo pratico soltanto attorno al 1850 quando Ignazio Porro lo usò per costruire i suoi primi strumenti a divisione centesimale. Con questo sistema l'angolo giro viene diviso in 400 spicchi uguali con sottomultipli a frazioni decimali. È quindi una unita di misura convenzionale non motivata da ragioni matematiche.
Tramite l'analisi infinitesimale si giunse ad una nuova unità, per certi aspetti più "motivata" o "naturale": il radiante, definito come il rapporto tra la lunghezza di un arco di circonferenza e il raggio della circonferenza stessa. Questo rapporto non dipende dal raggio, ma solo dall'angolo compreso. In questo modo l'angolo giro misura 2π, cioè il rapporto tra la lunghezza della circonferenza e il suo raggio.
Riepilogando, per misurare l'ampiezza dell'angolo i sistemi di misura più attestati sono:
- il sistema centesimale, con unità di misura il grado centesimale;
- il sistema sessagesimale, con unità di misura il grado sessagesimale;
- il sistema sessadecimale, con unità di misura il grado sessadecimale. È una variante del precedente con divisione dell'angolo giro in 360 parti in cui i sottomultipli dei gradi sono espressi in forma decimale;
- il sistema radiante, o sistema matematico, con unità di misura il radiante.
- in ambito militare si usa anche il millesimo di radiante, detto comunemente "millesimo", che viene impiegato per determinare gli scarti e relative correzioni nei tiri con l'artiglieria. Su una circonferenza avente raggio un km equivale a una corda lunga un metro. Per esempio, per correggere un colpo caduto 100 metri a destra di un bersaglio posto alla distanza di 10 km bisognerà apportare una correzione di 10°° (millesimi) rosso. La scala graduata che si osserva all'interno di alcuni binocoli è espressa in millesimi di radianti, il colore rosso significa rotazione verso sinistra mentre il colore verde significa rotazione verso destra.

Il primo viene più che altro usato in ambito strettamente topografico, il secondo e il terzo per consuetudine e il quarto per una maggiore semplicità dei calcoli nelle formule matematiche e il quinto sono in un campo ristretto. La relazione che lega il sistema radiante e il sistema sessagesimale e permette il passaggio da uno all'altro è
{\displaystyle {\frac {180^{\circ }}{\alpha }}={\frac {\pi }{x}},}
dove {\displaystyle \alpha } è la misura dell'ampiezza dell'angolo espresso in gradi e {\displaystyle x} è la misura espressa in radianti. Più in generale, il rapporto tra un angolo e il rispettivo angolo giro in una unità di misura è costante rispetto ad un altro sistema.

#### Conversioni angolari
Indicando l'ampiezza di un angolo con:
{\displaystyle \alpha ^{\circ }\;p^{\prime }\;s^{\prime \prime }} nel sistema sessagesimale, dove {\displaystyle \alpha ,p,s} sono rispettivamente i gradi, primi e secondi d'arco (numeri interi)
{\displaystyle \alpha ^{\circ }} nel sistema sessadecimale
{\displaystyle \alpha ^{gon}} nel sistema centesimale
{\displaystyle \alpha ^{rad}} nel sistema matematico,
indicando con {\displaystyle Int[\;]} la parte intera di un numero reale e ricordando che vale la proporzione generale
{\displaystyle {\frac {\alpha ^{rad}}{\pi }}={\frac {\alpha ^{\circ }}{180}}={\frac {\alpha ^{gon}}{200}}}
valgono le seguenti formule di conversione da un sistema di misura all'altro
| Conversione da {\displaystyle \downarrow \quad } a{\displaystyle \longrightarrow } | Sessagesimale | Sessadecimale                                                                  | Centesimale | Matematico |
| ---------------------------------------------------------------------------------- | --- | ------------------------------------------------------------------------------ | --- | --- |
| Sessagesimale                                                                      | | {\displaystyle \alpha ^{\circ }\;=\;\alpha +{\frac {p}{60}}+{\frac {s}{3600}}} | {\displaystyle \alpha ^{gon}={\frac {10}{9}}\alpha ^{\circ }} dove {\displaystyle \alpha ^{\circ }} è calcolato con la formula precedente | {\displaystyle \alpha ^{rad}={\frac {\pi }{180}}\alpha ^{\circ }} dove {\displaystyle \alpha ^{\circ }} è calcolato con la formula precedente |
| Sessadecimale                                                                      | {\displaystyle \alpha =Int[\alpha ^{\circ }]} {\displaystyle p=Int[(\alpha ^{\circ }-\alpha )\cdot 60]} {\displaystyle s=(((\alpha ^{\circ }-\alpha )\cdot 60)-p)\cdot 60} |                                                                                | {\displaystyle \alpha ^{gon}={\frac {10}{9}}\alpha ^{\circ }}                                                                             | {\displaystyle \alpha ^{rad}={\frac {\pi }{180}}\alpha ^{\circ }}                                                                             |
| Centesimale                                                                        | {\displaystyle \alpha ^{\circ }={\frac {9}{10}}\alpha ^{gon}} quindi si applicano le formule precedenti per la conversione da sessadecimale a sessagesimale                | {\displaystyle \alpha ^{\circ }={\frac {9}{10}}\alpha ^{gon}}                  | | {\displaystyle \alpha ^{rad}={\frac {\pi }{200}}\alpha ^{gon}}                                                                                |
| Matematico                                                                         | {\displaystyle \alpha ^{\circ }={\frac {180}{\pi }}\alpha ^{rad}} quindi si applicano le formule precedenti per la conversione da sessadecimale a sessagesimale            | {\displaystyle \alpha ^{\circ }={\frac {180}{\pi }}\alpha ^{rad}}              | {\displaystyle \alpha ^{gon}={\frac {200}{\pi }}\alpha ^{rad}}                                                                            | |

### Ampiezze di angoli particolari
- Un angolo acuto ha ampiezza inferiore a quella di un angolo retto, ossia

{\displaystyle 0^{\circ }<\alpha <90^{\circ }(\pi /2).}
- Un angolo retto ha l'ampiezza uguale a un quarto dell'ampiezza di un angolo giro, ossia

{\displaystyle \alpha =90^{\circ }(\pi /2).}
- Un angolo ottuso ha l'ampiezza compresa fra quelle di un angolo retto e di un angolo piatto, ossia

{\displaystyle 90^{\circ }(\pi /2)<\alpha <180^{\circ }(\pi ).}
- Un angolo piatto ha ampiezza pari a metà di quella di un angolo giro, ossia

{\displaystyle \alpha =180^{\circ }(\pi ).}
- Un angolo giro ha ampiezza uguale a

{\displaystyle \alpha =360^{\circ }(2\pi )}
e corrisponde a una rotazione completa di una semiretta intorno al suo estremo.
- Un angolo concavo ha ampiezza maggiore di quella di un angolo piatto,  {\displaystyle \alpha >180^{\circ }.}
- Un angolo convesso ha ampiezza minore di quella di un angolo piatto, {\displaystyle \alpha <180^{\circ }.}

### Angoli complementari
Nella nomenclatura degli angoli di ampiezza compresa tra 0 e {\displaystyle 360^{\circ }} si è soliti usare aggettivi particolari per gli angoli associati a un angolo dato in quanto suoi "angoli di complemento" rispetto agli angoli fondamentali retto, piatto e giro.

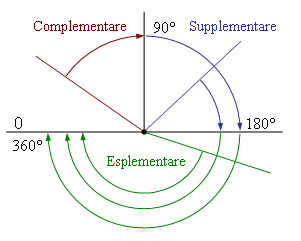

Si dice complementare di un angolo di ampiezza {\displaystyle \alpha } ogni angolo avente come ampiezza la {\displaystyle \beta } "mancante" per ottenere un angolo retto, cioè tale che sia {\displaystyle \beta =90^{\circ }-\alpha }. Da questa definizione segue che due angoli complementari devono essere entrambi acuti e che ha senso attribuire un complementare solo a un angolo acuto.
Si dice supplementare di un angolo di ampiezza {\displaystyle \alpha } ogni angolo avente come ampiezza la {\displaystyle \beta } "mancante" per ottenere un angolo piatto, cioè tale che sia {\displaystyle \beta =180^{\circ }-\alpha }. Da questa definizione segue che ogni supplementare di un angolo acuto è un angolo ottuso e viceversa, mentre ogni supplementare di un angolo retto è anch'esso un angolo retto. Quando due angoli supplementari sono anche consecutivi, cioè hanno in comune solo una semiretta, vengono detti anche angoli adiacenti.
Si dice esplementare di un angolo di ampiezza {\displaystyle \alpha } ogni angolo avente come ampiezza la {\displaystyle \beta } "mancante" per ottenere un angolo giro, cioè tale che sia {\displaystyle \beta =360^{\circ }-\alpha }. Ne segue che ogni esplementare di un angolo concavo è un angolo convesso e viceversa, mentre ogni esplementare di un angolo piatto è anch'esso piatto.

### Angoli opposti al vertice
Due rette che si intersecano dividono il piano in quattro angoli; considerato uno qualsiasi di questi angoli: due degli altri gli sono adiacenti mentre il terzo, con cui condivide solo il vertice, è detto angolo opposto al vertice. Due angoli sono tra loro opposti al vertice se i prolungamenti dei lati di uno risultano essere i lati dell'altro.
Due angoli opposti al vertice sono sempre congruenti.
Dimostrazione
Per definizione, due angoli adiacenti equivalgono a un angolo piatto, per cui valgono le seguenti uguaglianze
{\displaystyle \alpha +\beta =180^{\circ }\qquad \beta +\gamma =180^{\circ }}
da cui
{\displaystyle \alpha +\beta =\beta +\gamma }
{\displaystyle \alpha =\gamma } cvd.
Sono adiacenti gli angoli delle coppie (α, β), (β, γ), (γ, δ) e (α, δ).
Sono invece opposti al vertice gli angoli delle coppie (α, γ) e (β, δ).

### Angoli formati da rette tagliate da una trasversale
Quando sul piano due rette distinte {\displaystyle r} e {\displaystyle s} vengono tagliate da un trasversale {\displaystyle t} (incidente sia a{\displaystyle r} che a {\displaystyle s}), si originano otto angoli ognuno dei quali è posto in relazione con quelli che non hanno lo stesso vertice.
Con riferimento ai due semipiani separati dalla trasversale {\displaystyle t,} sono definiti coniugati due angoli con vertici distinti disposti sullo stesso semipiano. Rispetto alle rette {\displaystyle r} e {\displaystyle s,} invece, sono definiti esterni due angoli con vertici distinti che non intersecano la retta su cui giace un lato dell'altro angolo, mentre sono considerati interni due angoli con vertici distinti che intersecano la retta su cui giace un lato dell'altro angolo. Sono inoltre definiti corrispondenti due angoli coniugati tali che un lato di uno dei due angoli è contenuto in un lato dell'altro angolo. Con riferimento alla figura si ha la seguente esemplificazione.
- Sono corrispondenti le coppie:

{\displaystyle \alpha ,\alpha ';\quad \beta ,\beta ';\quad \gamma ,\gamma ';\quad \delta ,\delta '.}
- Sono coniugati interni le coppie:

{\displaystyle \beta ,\alpha ';\quad \gamma ,\delta '.}
- Sono coniugati esterni le coppie:

{\displaystyle \alpha ,\beta ';\quad \delta ,\gamma '.}
- Sono alterni interni le coppie:

{\displaystyle \beta ,\delta ';\quad \gamma ,\alpha '.}
- Sono alterni esterni le coppie:

{\displaystyle \alpha ,\gamma ';\quad \delta ,\beta '.}
Nel caso in cui le due rette {\displaystyle r} e {\displaystyle s} siano parallele gli angoli corrispondenti e gli angoli alterni, dello stesso tipo, sono congruenti. Invece gli angoli coniugati, anch'essi dello stesso tipo, sono supplementari.

### Somma degli angoli interni
Nella geometria euclidea la somma degli angoli interni di un triangolo è sempre di 180 gradi. Più in generale, data una qualunque figura geometrica convessa di {\displaystyle n} lati, la somma di tutti i suoi angoli interni è uguale a {\displaystyle (n-2)\times 180} gradi. Quindi, per esempio, la somma totale di tutti gli angoli interni di un quadrilatero è uguale a {\displaystyle (4-2)\times 180=2\times 180=360} gradi. Un caso particolare è dato dal quadrato, che ha quattro angoli retti, la cui somma è infatti 360 gradi. Analogamente, la somma di tutti gli angoli interni di un pentagono, regolare o meno, è uguale a 540 gradi.
In altre geometrie, dette non euclidee, la somma degli angoli interni di un triangolo può assumere sia valori maggiori sia valori minori di 180 gradi.

## Angoli con segno
Molti problemi portano ad ampliare la nozione di angolo in modo da disporre di un'entità a cui si possa attribuire un'ampiezza data da un numero reale e quindi anche superiore a 360 gradi e negativa. Per questo occorre abbandonare l'associazione angolo - sottoinsieme del piano. Si dice che un angolo {\displaystyle \alpha } è maggiore di un angolo {\displaystyle \beta } quando una parte di angolo {\displaystyle \alpha } è congruente all'angolo {\displaystyle \beta }. Un angolo convesso o concavo può essere descritto cinematicamente come la parte di piano "spazzata" da una semiretta mobile che ruota mantenendo fisso il suo estremo; questo è il vertice dell'angolo e le posizioni iniziale e finale della semiretta sono i lati dell'angolo. Questa descrizione porta a distinguere due versi del movimento rotatorio. Si definisce verso negativo o verso orario il verso della rotazione che, osservata dal di sopra del piano, corrisponde al movimento delle lancette di un orologio tradizionale; si definisce verso positivo o verso antiorario il verso opposto (ad esempio {\displaystyle -135^{\circ }\;=-{\frac {3}{4}}\pi =225^{\circ }\;={\frac {5}{4}}\pi }).
Per sviluppare considerazioni quantitative si considera una circonferenza {\displaystyle \Gamma } il cui centro ha il ruolo del vertice {\displaystyle V} per gli angoli che si prendono in considerazione. Il raggio {\displaystyle r} di questa circonferenza può essere scelto ad arbitrio e talora risulta comodo avere {\displaystyle r=1}; quando si riferisce il piano a una coppia di assi cartesiani risulta comodo porre il vertice degli angoli nell'origine, in modo che la circonferenza corrisponda all'equazione {\displaystyle x^{2}+y^{2}=r^{2}}.
Ogni angolo di vertice {\displaystyle V} determina un arco sulla circonferenza. Si consideri ora un movimento di una semiretta con estremo in {\displaystyle V} in un verso o nell'altro da una posizione iniziale {\displaystyle S} fino a una posizione finale {\displaystyle T}: esso determina sulla {\displaystyle \Gamma } un arco orientato che ha come estremo iniziale il punto in cui {\displaystyle \Gamma } viene intersecata dalla {\displaystyle S} e come estremo finale il punto in cui viene intersecato dalla {\displaystyle T}. Si può pensare l'arco orientato come se fosse "tracciato" dalla penna di un compasso avente l'altro braccio nel punto {\displaystyle V.} Gli archi orientati con verso positivo si possono chiamare semplicemente archi (di circonferenza) positivi, quelli con verso negativo archi negativi.
Si può estendere la nozione di arco orientato pensando che il compasso possa compiere più di un giro, in verso positivo o negativo.
Si possono identificare gli angoli convessi con gli angoli relativi agli archi positivi interamente contenuti in una semicirconferenza; gli angoli concavi con gli archi positivi che contengono una semicirconferenza e sono contenuti in una circonferenza.
A questo punto si possono definire come angoli con segno di vertice {\displaystyle V} le entità che generalizzano gli angoli convessi e concavi con vertice in {\displaystyle V} e sono associate biunivocamente agli archi orientati sulla circonferenza {\displaystyle \Gamma }.
Gli angoli con segno possono essere sommati senza le restrizioni degli angoli associati a parti di piano e gli archi relativi risultano essere giustapposti; angolo opposto a un angolo dato corrisponde all'arco considerato con il verso opposto. Di conseguenza agli angoli con segno si attribuisce un'ampiezza rappresentata da un numero reale tale che alla somma di due angoli con segno corrisponda la somma algebrica delle ampiezze.
A questo punto si è indotti naturalmente ad associare all'ampiezza di un angolo con segno la lunghezza con segno del corrispondente arco. Questo richiede di precisare cosa si intenda per lunghezza di un arco e più in particolare richiede di definire la lunghezza di una circonferenza
Le considerazioni sulla rettificazione di una circonferenza portano alla definizione del numero {\displaystyle \pi } e, sul piano computazionale, alle valutazioni del suo valore.

## Angoli solidi
Un angolo solido è un'estensione allo spazio tridimensionale del concetto di angolo.